# 菲利波·安布罗西尼
菲利波·安布罗西尼（義大利語：Filippo Ambrosini，1993年4月26日—），意大利花样滑冰运动员，2023年欧洲锦标赛双人滑银牌得主、2022年埃斯波大奖赛金牌得主、五次挑战系列赛奖牌得主。